# Albrecht Libštejnský z Kolovrat (1583–1648)
Albrecht Libštejnský z Kolovrat, také Albrecht Liebsteinský z Kolowrat (německy Albrecht von Kolowrat-Liebsteinsky, 15. září 1583 Innsbruck – 12. srpna 1648 Praha) byl český šlechtic, zakladatel starší (rychnovské) větve českého šlechtického rodu Libštejnských z Kolovrat. Zastával úřad místokancléře Českého království.

## Původ a kariéra
Narodil se jako syn Jana Libštejnského z Kolovrat (1550–1616) a jeho manželky Kateřiny svobodné paní Boymund z Payersbergu (Bayersbergu, 1562–1618). 
Albrecht zahájil kariéru u dvora jako císařský číšník (1605–1612), mezitím se v roce 1607 stal radou apelačního soudu a v roce 1613 byl jmenován císařským radou. V roce 1622 získal hodnost císařského komořího a v roce 1629 byl jmenován členem říšské dvorní rady. Důležitější byl následující rok, kdy se stal německým místokancléřem v Čechách a českým královským místodržícím. Po zavraždění Albrechta z Valdštejna a jeho stoupenců byl v roce 1634 jmenován členem komise zajišťující konfiskovaný majetek Trčků z Lípy.
Zemřel na konci třicetileté války a byl pohřben v barnabitském kostele sv. Benedikta v Praze na Hradčanech.

## Majetek
V roce 1629 si koupil statky Přítoky a Čestín Kostel. Později je však prodal. V roce 1640 koupil panství Rychnov nad Kněžnou, Zámrsk a Borohrádek za 120 tisíc zlatých od císařovny vdovy Eleonory Mantovské.

## Rodina
V Innsbrucku se 2. května 1616 oženil se Sabinou Viktorií svobodnou paní z Wolkenstein-Trostburgu (16. 3. 1596 Hohensaal b. M. – 27. 8. 1684 Chrudim, pohřbena v Chrudimi). Narodilo se jim 11 dětí. Čtyři synové byli 20. července 1658 povýšeni do říšského hraběcího stavu a 8. listopadu 1660 českého hraběcího stavu.
- 1. Anna Kateřina (4. 5. 1617 Innsbruck – 12. 4. 1669 Innsbruck), jeptiška v Innsbrucku
- 2. Johanna Eleonora (14. 12. 1618 Innsbruck – 27. 1. 1702 Chrudim, pohřbena v Chrudimi)
  - ∞ (1649) Michael Alvernis-Saluzzo, markýz z Clavesana (19. 8. 1607 – 19. 8. 1678)
- 3. František Karel I. (13. 5. 1620 Innsbruck – 5. 5. 1700, pohřben v Brně), prezident rady nad apelacemi (1651–1667)
  - 1. ∞ Magdalena Ludmila z Oppersdorfu (19. 5. 1625 Častolovice – 13. 4. 1672)
  - 2. ∞ (15. 11. 1673) Izabela Klára Cecílie z Nogaroly († 10. 2. 1691, pohřbena v Brně)
- 4. Ferdinand Ludvík (12. 12. 1621 Innsbruck – 30. 9. 1701 Borohrádek, pohřben v Praze), 42. český velkopřevor maltézského řádu
- 5. Leopold (18. 5. 1624 Innsbruck – 18. 4. 1630 Innsbruck)
- 6. Jan Vilém (16. 9. 1625 Innsbruck – 30. 5. 1668 Brno, pohřben v Olomouci), kanovník v Olomouci, Brně a Vratislavi, papežem nepotvrzený 14. arcibiskup pražský (1667–1668)
- 7. Albrecht (28. 9. 1627 Innsbruck – 1. 5. 1650 Namur)
- 8. Lucie Viktorie (22. 11. 1630 Jindřichův Hradec – 30. 5. 1631 Jindřichův Hradec)
- 9. Arnošt (pokřtěn 10. 3. 1632 Vídeň – 15. 6. 1632, pohřben ve Vídni)
- 10. Marie Viktorie (pokřtěna 4. 5. 1633 Vídeň – 5. 2. 1635)
- 11. Leopold Oldřich (pokřtěn 2. 2. 1635 Vídeň – 4. 5. 1690, pohřben v Praze)
  - ∞ (6. 2. 1662) Kateřina Barbora Krakovská z Kolovrat (asi 1641 – 19. 9. 1714)